# چهارطاقی عقدا
چهار طاقی عقدا (ساباط) مربوط به اواخر دوره صفوی است و در شهرستان اردکان، روستای عقدا واقع شده و این اثر در تاریخ ۲ خرداد ۱۳۵۶ با شمارهٔ ثبت ۱۳۸۱ به‌عنوان یکی از آثار ملی ایران به ثبت رسیده است.